# Peperomia apodophylla
Peperomia apodophylla är en pepparväxtart som beskrevs av Trel. & Yunck.. Peperomia apodophylla ingår i släktet peperomior, och familjen pepparväxter. Inga underarter finns listade i Catalogue of Life.